# Austrotrophon
Austrotrophon is een geslacht van weekdieren uit de klasse van de Gastropoda (slakken).

## Soorten
- Austrotrophon catalinensis (I. Oldroyd, 1927)
- Austrotrophon cerrosensis (Dall, 1891)
- Austrotrophon pinnata (Dall, 1902)